# Deer Valley
Deer Valley – amerykański ośrodek narciarski położony w północnej części stanu Utah, w hrabstwie Summit. Leży na wysokości od 2003 do 2917 m. Najbliżej położonym miastem jest oddalone o 3,5 km na północ Park City. Ośrodek ten oferuje 100 trasy obsługiwane przez 21 wyciągów.
W 2002 r. rozegrano tu zawody w narciarstwie dowolnym i slalomie w ramach igrzysk w Salt Lake City.